# A Pair of Garters
A Pair of Garters è un cortometraggio muto del 1909 diretto da Gilbert M. 'Broncho Billy' Anderson.

## Produzione
Il film, che fu prodotto dalla Essanay Film Manufacturing Company, venne girato negli studi di Chicago al 1333-45 di W. Argyle Street, Uptown, dove la casa di produzione aveva la sua sede principale.

## Distribuzione
Il film – un cortometraggio di una bobina - uscì nelle sale cinematografiche USA il 21 aprile 1909. Nelle proiezioni, veniva programmato con il sistema dello split reel, accorpato in un'unica bobina con un altro cortometraggio della Essanay, One Touch of Nature.